# 李世鴻
李世鴻（1974年1月24日—），香港民主派人士，前社民連及新民主同盟成員，前香港沙田區議會翠嘉選區議員。

## 從政
2015年區議會選舉，新民黨以世代交替為由改派前沙田區議會主席韋國洪的兒子韋德麟參選，李錦明不同意下只好退黨參選爭取連任，同時李世鴻加入新民主同盟，配合翠田選區的許銳宇一同工作，最終李世鴻取得過半數的2,433票打敗兩位候選人當選。而許銳宇亦於毗連的翠田選區勝出，新民主同盟取得新翠邨兩個選區。2016年10月許銳宇宣布退出新民主同盟，使李世鴻成為新同盟沙田區內唯一的區議員。
2019年9月1日，李世鴻宣布退出新民主同盟，新同盟再沒有沙田區內的區議員，直至張慶樺2020年就任區議員為止。
2019年區議會選舉，因應雲城選區人口過多，原屬該區的海福花園改劃到本選區，由於海福花園與新翠邨相距甚遠，諮詢時曾接獲反對意見，但由於選管會未有接納，改動加以實行，選舉由李世鴻得到過半數票而勝出，新民黨與公民力量的林宇星（林發耿兒子）得到3,385票，雖然他的得票比四年前李錦明的1,068票、韋德麟的1,029票相加還要多，但不敵李世鴻得到上升而仍然落選。